# Georges Hillaireau
Georges Hillaireau, né le 25 juillet 1884 à Saint-Ouen, et, mort le 9 décembre 1954 en son domicile dans le 8e arrondissement de Paris, est un artiste peintre et dessinateur français. Avant 1914, il est un temps caricaturiste, signant « G. Illero ».

## Parcours

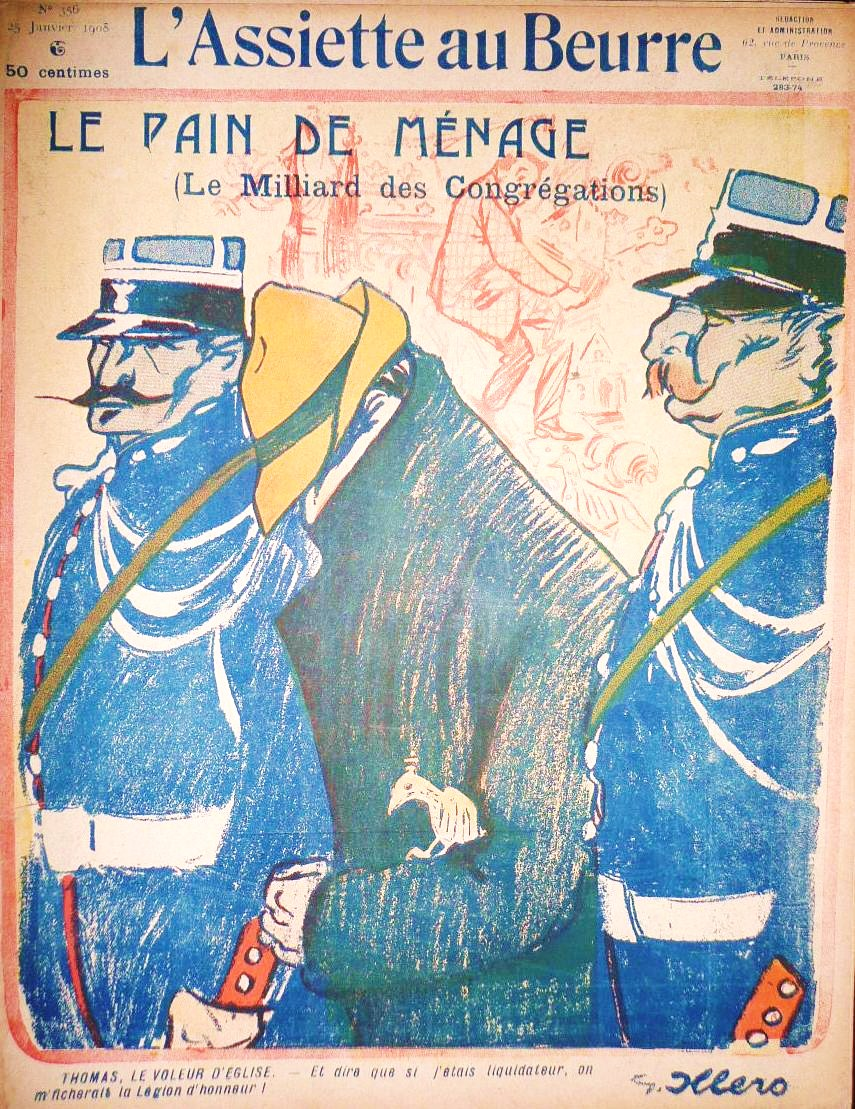
L'Assiette au beurre du 25 janvier 1908 (Sources : BNF).

Après avoir suivi plusieurs cours privés d'arts graphiques, Georges Hillaireau commence une carrière de dessinateur et de peintre classique, exposant à partir de 1904 au Salon d'automne et participe aux activités des Humoristes. En 1905, il signe des caricatures dans Le Journal pour tous. En 1908-1909, il collabore à L'Assiette au beurre, réalisant entre autres la couverture du numéro 356, du 25 janvier 1908, « Le Pain de ménage (Le Milliard des congrégations) », qu'il signe « G. Illero ». En avril 1912, il est encore membre des Humoristes aux côtés de Poulbot et Maurice Neumont, entre autres, exposant au Salon de la Société des dessinateurs humoristes « Les Mystères de Saint-Ouen ».
Peignant par intermittence, on perd semble-t-il sa trace jusqu'en 1941 : cette année-là, il expose à Paris, galerie Poyet. Il est devenu un intime de Pablo Picasso et Nicolas de Staël.
En décembre 1953, il fait partie d'une exposition collective à New York.
Son petit-fils est peintre sous le nom de Jean Hil.

## Expositions
- « Younger European Painters », The Salomon R. Guggenheim Museum (New York), décembre 1953 - février 1954[5]
- XIe salon de mai du 7 au 30 mai 1955, Musée municipal d'art moderne, catalogue rédigé par Bernard Dorival, Gaston Diehl, Michel Leiris (janvier 1955).

## Conservation
- 15 tableaux sont exposés au musée des beaux-arts de Dijon[6].